# Eugenia neomyrtifolia
Eugenia neomyrtifolia är en myrtenväxtart som beskrevs av Marcos Sobral. Eugenia neomyrtifolia ingår i släktet Eugenia och familjen myrtenväxter. Inga underarter finns listade i Catalogue of Life.